# Blepharita minor
Blepharita minor är en fjärilsart som beskrevs av Rudolf Pinker 1968 [1969. Blepharita minor ingår i släktet Blepharita och familjen nattflyn. Inga underarter finns listade i Catalogue of Life.